# NGC 171
NGC 171은 지구에서 약 300만 광년 떨어져 있으며, 고래자리에 위치해 있고, 겉보기 등급 +12.9을 가진 막대나선은하이다. 1784년 10월 20일 윌리엄 허셜에 의해 발견되었다. 이 은하는 NGC 175로도 알려져 있다.

## 같이 보기
- NGC 1 ~ 999 목록